# Arunamalaia banderdewaensis
Arunamalaia là một chi bướm đêm thuộc họ Crambidae. Chi này chỉ gồm loài Arunamalaia banderdewaensis, thường thấy ở Ấn Độ (Arunachal Pradesh).